# Chrysochloris
Chrysochloris är ett släkte i familjen guldmullvadar med tre arter som förekommer i södra Afrika.
Arterna är:
- Chrysochloris asiatica lever i sydvästra Sydafrika, den listas av IUCN som livskraftig (LC).
- Chrysochloris stuhlmanni hittas i flera från varandra skilda regioner i Afrika söder om Sahara, den är likaså livskraftig. Arten jagas bland annat för pälsens skull.[3]
- Chrysochloris visagiei är bara känd från ett mindre område i Sydafrika nära staden Williston, den listas med kunskapsbrist (DD).

## Utseende
Liksom andra guldmullvadar liknar arterna de eurasiska mullvadarna i utseende men det finns inget nära släktskap mellan djurgrupperna. Kroppslängden är 9 till 14 cm och svansen saknas. Pälsens färg på ovansidan är grön-, brun- eller gråaktig, ofta med violetta skuggor. Undersidan har en ljusare till vitaktig färg. Chrysochloris skiljer sig från andra guldmullvadar genom skillnader i skallens konstruktion. Dessutom har de förstorade klor vid andra och tredje tån av framtassen, en liten klo vid tummen och en förkrympt fjärde tå.

## Ekologi
Arterna gräver underjordiska bon som de ibland länkar samman med tunnelsystem av strandgrävare (Bathyergus). Efter regnet kommer de ibland upp på markytan för att leta efter daggmaskar. Annars äter de underjordisk levande skalbaggar (eller andra insekter) och maskar. De vistas vanligen i låglandet men Chrysochloris stuhlmanni kan hittas i upp till 2 800 meter höga bergstrakter.
Hos Chrysochloris asiatica sker parningen mellan april och juli. Ungarna av arten föds i en kammare som fodras med växtdelar och de får upp till tre månader di.